# ザ・プライス

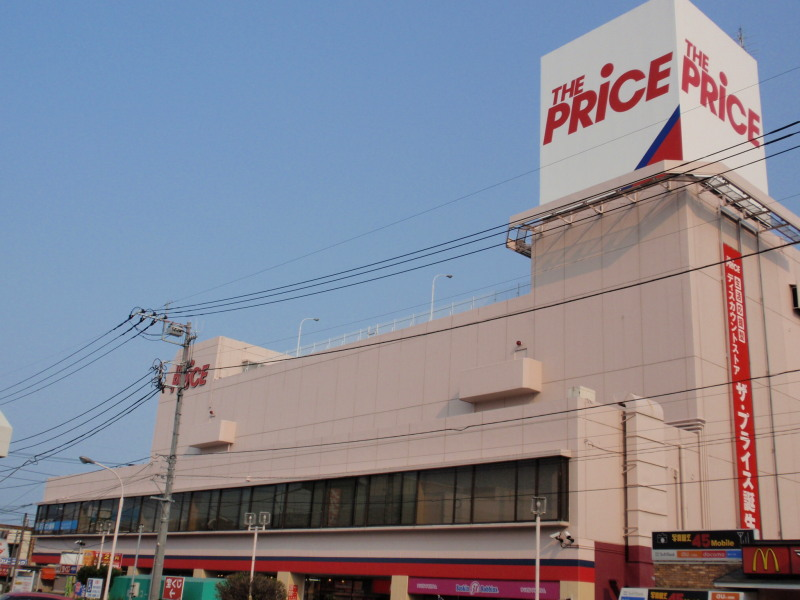
ザ・プライスの店舗（東松山店）

ザ・プライス (THE PRICE) は、株式会社イトーヨーカ堂が運営していたディスカウントストアである。かつて北陸地方に所在した同名の衣料品店とは、資本と人材共に無関係である。

## 歴史

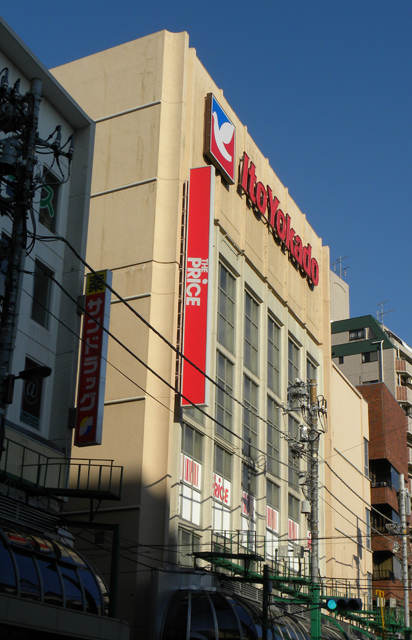
ザ・プライス千住店外観。イトーヨーカドーの看板がはっきりと確認できる。

1980年代初頭、株式会社イトーヨーカ堂（旧法人）がディスカウントストア業態に参入、店舗ブランド名を「ザ・プライス」とし、既存の総合スーパー「イトーヨーカドー」を転換する形で日本各地に4店舗を出店した。
2000年代に入ると業績不振や店舗施設の老朽化などもあって、当初出店していた4店舗はいずれも閉店したが、2008年になるとアリオが開店した近隣にて8月29日にイトーヨーカドー西新井店を業態転換した西新井店が新生1号店としてオープン、続いて2008年11月14日にイトーヨーカドー川口駅前店を業態転換し、2号店として川口店がオープンした。
この2店舗でザ・プライスを実験的に営業を続けた上で、2009年には再び首都圏を中心に小規模のイトーヨーカドー店舗の転換による出店が相次いだ。その後3年ほど出店を停止し運営体制を見直した上で、2013年に出店を再開した。ただし、せんげん台店と野田店は旧店舗を完全に解体した跡地に新築出店している。2013年3月7日に開店した湘南台店は、他系列店舗の居抜き出店として富士ガーデン跡に3年ぶりの出店となった。
新店舗のロゴタイプもこれまでに閉店した4店舗のものと同じものを採用している。屋上看板はイトーヨーカドーとは異なりセブン&アイ・ホールディングスのロゴがない店舗もある。その中でも北千住駅近くにあった千住店はイトーヨーカドー創業の地（1号店）ということもあり、ザ・プライスに転換後もイトーヨーカドーの看板を残していた。
衣食住全般を取り扱う店舗もあり、食料品・日用品のみ扱う店舗も存在した。再展開にあたっては消費者の節約志向が高まっている背景を受け、イトーヨーカドーよりも食品や衣料品を25%から30%安く販売する方針とした。
再展開当初は基本的な取り扱い商品はすべてナショナルブランド商品で、「セブンプレミアム」などのプライベートブランド商品は取り扱わないということであったが、実際には当初の時期から一部の「セブンプレミアム」を取り扱っている。2009年6月22日からはプライベートブランド「ザ・プライス」を展開していた。プライベートブランドとしての「ザ・プライス」は「セブンプレミアム」よりも低価格帯の商品を取り扱っていた。
ネットスーパーはザ・プライスの店舗では導入していなかったが、2010年3月29日から鶴ヶ峰店を手始めに開始した。
2010年9月には、川口店と同一の建物内に「セブンホームセンター川口店」が入居した。セブンホームセンターがザ・プライスとの併設店舗となるのはこれが初のケースであった。2015年5月にセブンホームセンターは「イトーヨーカドー アウトレット」に改装されたが、2019年5月に閉店された。
2015年以降は再び出店を停止し、建物の老朽化などを理由に閉店や縮小が相次いでおり、これらの店舗の中には建て替えで「食品館イトーヨーカドー」に戻された店舗もあった。
2020年6月1日に食品館イトーヨーカドー（15店舗）と共にヨークに事業譲渡され、ブランド名を「ヨークプライス」に変更した。
最後まで西日本（中部地方以西）に進出することはなかった。

## ポイントカード・電子マネー
ザ・プライスではアイワイポイントカードの付与・利用はできない。イトーヨーカドーからの業態転換直後は利用が可能で、その後2か月程度の移行期間を経て、電子マネーnanacoとともに利用できなくなっていたが、その後は再びnanacoでの支払いが可能となった。ただしnanacoポイントの付与はない。セブンカード（旧・アイワイカード）のクレジット払いでのみポイントがつく。
イトーヨーカドーのポイントカードがあれば、ザ・プライスにおいても「ぴゅあウォーター水」を一日で3.8リットル汲むことは可能である。

## 店舗一覧

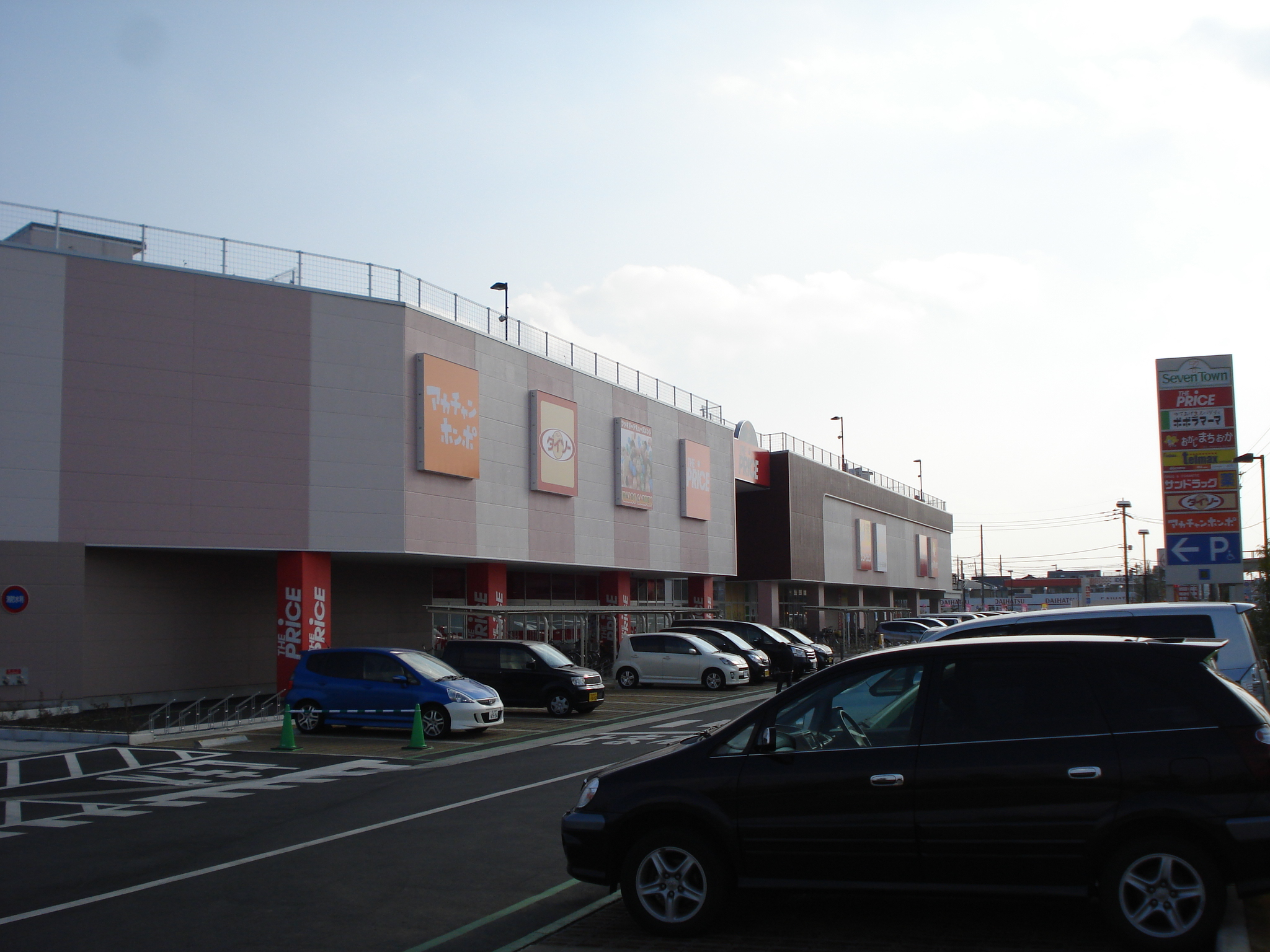
2009年11月に開業したせんげん台店
（埼玉県越谷市、「セブンタウンせんげん台」のメインテナント）

### ヨークプライスに移行した店舗
- 西新井店（東京都足立区）
- 湘南台店（神奈川県藤沢市）
- せんげん台店（埼玉県越谷市） - 2021年2月27日に「ヨークフーズせんげん台店」へリブランド
- 五香店（千葉県松戸市）
- 野田店（千葉県野田市）

### 閉鎖店舗
赤羽店
- 東京都北区赤羽一丁目19番12号
- 1961年10月開店のイトーヨーカドー旧赤羽店（初代）を改装し1982年 - 1983年頃開店、1995年1月8日閉店。1995年11月10日に開業した2代目イトーヨーカドー赤羽店とは別店舗。
- 閉店後、マインマートが赤羽店を出店した。3 - 5階は、かつての日本住宅公団（現：都市再生機構）が建設した市街地住宅（赤羽一丁目団地）で後に土地所有者等へ譲渡。
- 閉店時のイトーヨーカドー赤羽店では食料品は扱っていなかったが、ザ・プライスとして開店した際に食料品を扱っていた時期がある。服飾・雑貨・宝飾品・スポーツ用品・住居関連商品などが中心の品揃えであった。
- 開店当初より普及前のバーコード読取り式のレジを導入していた。

溝ノ口店
- 神奈川県川崎市高津区溝口一丁目18番8号
- 1966年10月開店のイトーヨーカドー溝ノ口店（初代）を改装し1988年3月に開店、閉店は2002年4月30日[9]。
- 閉店後に建物は取り壊され、マンションが建設された。
- 二代目の溝ノ口店（川崎市高津区久本三丁目6-20）とは別の場所。

丸大店
- 新潟県長岡市大手通2丁目2番地6号
- 当時、業務提携中の株式会社丸大が運営。「イトーヨーカドー丸大長岡駅前店」が長岡駅前へ1988年に出店したことに伴い、百貨店だった「長岡丸大店」を業態転換し1989年9月に開店。これに伴い長岡駅前店は｢長岡店｣に改称。バブル崩壊後は業績不振に陥り2000年8月に閉店、イトーヨーカ堂の直営ではない唯一の店舗。
- 2001年10月1日に建物を保有する丸大と所在地の長岡市が賃貸借契約を締結、市役所の分庁舎｢ながおか市民センター｣に転用された[10]。
- 丸大は2020年3月まで本店機能を残していたが、翌4月に土地をUR都市再生機構に、建物は長岡市に無償譲渡、市街地再開発の着工を前に撤退している。

琴似店
- 北海道札幌市西区琴似2条1丁目2番1号
- エスパ琴似（2001年10月1日から2代目のイトーヨーカドー琴似店に業態転換）に隣接するエスパ専門店館のテナントとして出店、2002年3月31日まで営業した。
- 専門店館は（初代）イトーヨーカドー琴似店として1976年に開業、1993年12月9日にエスパ専門店館（店番号：161）、2001年10月1日からイトーヨーカドー専門店館に業態転換し2003年8月31日まで営業した。

- 2004年7月、日本ユニテックが運営する「5588KOTONIショッピングセンター」としてオープンした。

鎌ケ谷店
- 千葉県鎌ケ谷市富岡1丁目1番3号
- 「イトーヨーカドー鎌ケ谷店」として2006年1月15日まで、「食品館イトーヨーカドー鎌ケ谷店」として2006年4月20日から2009年3月16日まで営業した後、2009年3月20日に開業した。
- 建物の老朽化を理由に、2012年4月19日をもって閉店した。
- 跡地には「ショッピングプラザ鎌ヶ谷」が2013年11月22日に開業[11]。同施設の核店舗として食品館イトーヨーカドーを出店した。

鶴ヶ峰店
- 神奈川県横浜市旭区鶴ケ峰1-7-10
- 1984年「イトーヨーカドー鶴ヶ峰店」として開店、2009年6月19日に業態転換。
- 2014年2月23日をもって閉店。
- 店舗跡には三和、ザ・ダイソーなどが入居している。

千住店
- 東京都足立区千住3-2
- 1946年に「羊華堂」として開店[2][3][4]。その後「イトーヨーカドー千住店」、2009年7月25日にザ・プライスとなる。
- イトーヨーカ堂の1号店[2][3][4][5]。
- 建物の老朽化で2016年4月10日に閉店。建物は取り壊され分譲マンションに、テナントの入る1-2階に「食品館イトーヨーカドー千住店」として2019年3月15日に再出店した[3][4][5]再編によりヨークマートに事業譲渡となる。

蕨店
- 埼玉県蕨市塚越1-7-9
- 1970年6月に開店し、2009年4月17日に転換、2016年10月2日閉店
- 建物は解体され、2018年に跡地にライフ蕨駅前店が進出。

東松山店
- 埼玉県東松山市筒弓町1-15-13
- 1977年6月に開店し、2009年4月24日に転換、2016年10月30日閉店

滝山店
- 東京都東久留米市滝山4丁目13-10
- 1980年2月開店、2009年7月17日に転換、2018年2月25日閉店

川口店
- 埼玉県川口市栄町3丁目14-15
- 1970年12月開店、2008年11月14日に転換、2019年5月19日閉店
- 「イトーヨーカドー川口店」として開業したが、アリオ川口の開業に伴い「イトーヨーカドー川口駅前店」に改称し、食品・日用品と取扱いに縮小、その後に業態転換された。
- 上記のようにセブンホームセンターを併設。その後、イトーヨーカドーアウトレットに改称して営業していた。
- 再開発のため閉店。イトーヨーカドーアウトレットも同時に閉店した。

西川口店
- 埼玉県川口市西川口2丁目3-5
- 1974年5月開店、2009年3月26日に転換、2019年5月20日閉店。
- 跡地には2020年に島忠ホームズ西川口店が開店し、イトーヨーカドーも島忠のテナントとして再出店。